# Schelhameridina
La schelhameridina es un alcaloide aislado de Schelhammera pedunculata (Liliaceae). [α]D = -108  ( c, 0.53 en cloroformo)